# 伍先华
伍先华（1927年—1952年9月29日），四川遂宁人。中国人民志愿军烈士。

## 生平
15岁时被拉壮丁，在国民党军队中服役。1949年12月参加中国人民解放军，1951年加入中国新民主主义青年团。同年3月参加中国人民志愿军入朝作战，任第十二军34师100团2连3班班长。8月，加入中国共产党。伍先华先后参加了第五次战役、1952年春、夏季巩固阵地作战和1952年秋季战术反击作战。
1952年9月29日，秋季战术反击战中在金城郡官岱里执行爆破任务时和敌人同归于尽。11月2日，中国人民志愿军政治部追记特等功，并追授“一级爆破英雄”；伍先华生前所在部队党委追授他为“模范共产党员”称号。1953年6月25日，朝鲜民主主义人民共和国最高人民会议常任委员会追授他“朝鲜民主主义人民共和国英雄”称号和金星奖章、一级国旗勋章。